# Aleksandar Pantić
Aleksandar Pantić (en serbio cirílico: Александар Пантић; Aranđelovac, Serbia (antigua Yugoslavia), 11 de abril de 1992) es un futbolista serbio que juega como defensa para el East Bengal F. C. de la Superliga de India.

## Carrera
El 29 de mayo de 2011 empieza su carrera profesional en el F. K. Rad. 
El 31 de agosto de 2012 a últimas horas de que cerraran el mercado de fichajes, ficha por el Estrella Roja. Apareció en 13 partidos durante su única campaña, y su primer gol como profesional fue en una victoria por 7-2 en casa sobre BSK Borča. 
El 7 de julio de 2013 fichó por el Villareal C. F. de la Primera División de España por tres temporadas y 300 000 euros de fichaje. Sin embargo, no debutó hasta el 6 de enero del año siguiente, al entrar como sustituto del segundo tiempo en una victoria 5-2 ante el Rayo Vallecano. 
Tras una temporada sin muchas oportunidades, de cara a la temporada 2014-15 fue cedido al Córdoba C. F., recién ascendido a la máxima categoría del fútbol español, aunque no pudo ayudar a evitar el descenso del equipo blanquiverde.
El 12 de julio de 2015 fue cedido a la Sociedad Deportiva Eibar. Alternó la titularidad con Iván Ramis y Mauro dos Santos, jugando 23 partidos.
El 4 de agosto de 2016 se volvió marchar a préstamo, esta vez al Deportivo Alavés, recién ascendido a Primera División. No obstante, en este equipo apenas contó con minutos, por lo que en el mercado de invierno regresó al Villarreal, que a posteriori, lo vendió definitivamente al F. C. Dinamo de Kiev de la Liga Premier de Ucrania.
El 15 de noviembre de 2022, tras comenzar la temporada sin equipo, se incorporó a los entrenamientos del C. D. Lugo, equipo con el que acabó firmando el 2 de enero de 2023 hasta el mes de junio. Una vez expiró su contrato regresó al Doxa Katokopias.
En febrero de 2024 se marchó a la India después de fichar por el East Bengal F. C.

## Selección
Fue miembro de la selección de fútbol sub-21 de Serbia, con la que disputó 16 partidos.

## Clubes
| Club                        | País    | Año       | Partidos | Goles |
| --------------------------- | ------- | --------- | -------- | ----- |
| F. K. Rad                   | Serbia  | 2011-2012 | 30       | 0     |
| Estrella Roja               | Serbia  | 2012-2013 | 15       | 1     |
| Villarreal C. F.            | España  | 2013-2014 | 13       | 0     |
| Córdoba C. F. (cedido)      | España  | 2014-2015 | 31       | 0     |
| S. D. Eibar (cedido)        | España  | 2015-2016 | 23       | 0     |
| Deportivo Alavés (cedido)   | España  | 2016-2017 | 6        | 0     |
| F. C. Dinamo de Kiev        | Ucrania | 2017-2019 | 20       | 0     |
| Cádiz C. F. (cedido)        | España  | 2019      |          |       |
| Doxa Katokopias             | Chipre  | 2020-2021 |          |       |
| AEL Limassol F. C. (cedido) | Chipre  | 2021      |          |       |
| Zagłębie Lubin              | Polonia | 2021-2022 |          |       |
| C. D. Lugo                  | España  | 2023      |          |       |
| Doxa Katokopias             | Chipre  | 2023-2024 |          |       |
| East Bengal F. C.           | India   | 2024-     |          |       |

## Palmarés

### Títulos nacionales
| Título               | Club                 | País    | Año  |
| -------------------- | -------------------- | ------- | ---- |
| Supercopa de Ucrania | F. C. Dinamo de Kiev | Ucrania | 2018 |